# Basílica de San Zenón
La Basílica de San Zenón (en italiano, Basilica di San Zeno, también conocida como San Zeno Maggiore) es el edificio religioso más conocido de Verona, en Italia septentrional. Su fama descansa en parte en su arquitectura, y en parte en que según la tradición su cripta fue el lugar donde se casaron Romeo y Julieta. Junto con la abadía que forma un anejo, está bajo la advocación del santo Zenón de Verona.

## Historia

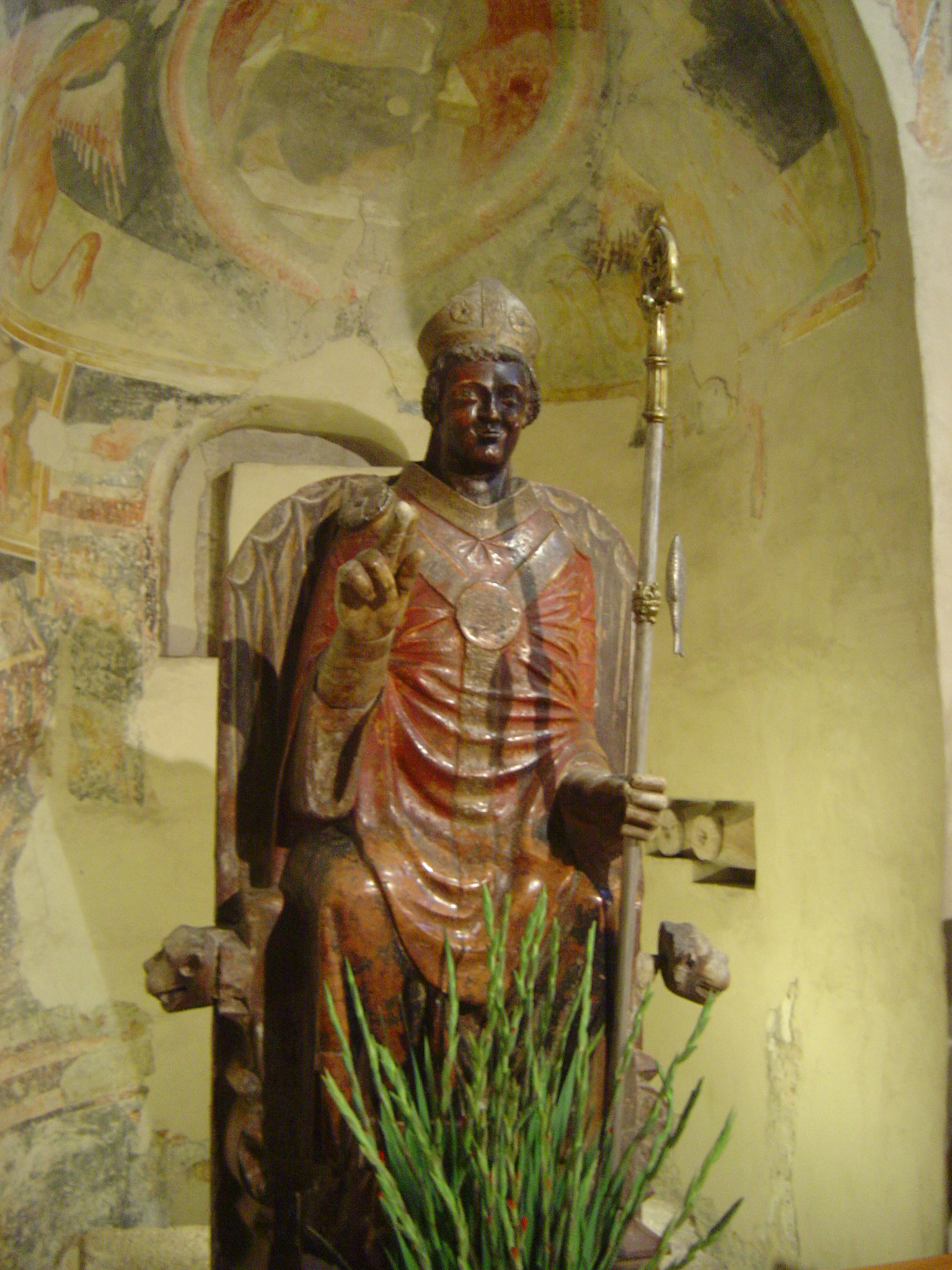
San Zenón sonriente, estatua en el presbiterio.

San Zenón murió en 380. Sobre su tumba, a lo largo de la Vía Gallica, se erigió la primera iglesia, de pequeño tamaño, por Teodorico el Grande, rey de los ostrogodos. Esta ciudad fue destruida en el siglo IX, pero fue inmediatamente reconstruida por el obispo Rothaldus y el rey Pipino de Italia. Este edificio fue a su vez destruido por una invasión magiar a principios del siglo X. El cuerpo de Zenón se trasladó a la antigua catedral de Santa María, pero pronto regresó a su lugar original en lo que hoy es la cripta de la iglesia actual (21 de mayo de 921).
Finalmente, en 967, el obispo Raterius construyó el actual edificio románico, con la ayuda financiera del Emperador Germánico, Otón I.
El 3 de enero de 1117 la iglesia resultó dañada por un terremoto, y como resultado se restauró y amplió en 1138. La obra se acabó en 1398 con la reconstrucción del tejado y del ábside en estilo gótico.

## Exterior

### Fachada
La fachada de San Zenón constituye el modelo para todos los edificios posteriores románicos de Verona. Construida con toba color crema, la fachada está dividida en tres calles verticales, la nave central rematada con un frontón y las dos laterales con tejados inclinados, todos apoyados en pequeñas arcadas ciegas con pendiente. Las intersecciones de las tres partes están marcadas por pilastras en ángulo que acaban en capiteles con hojas por debajo del frontón.

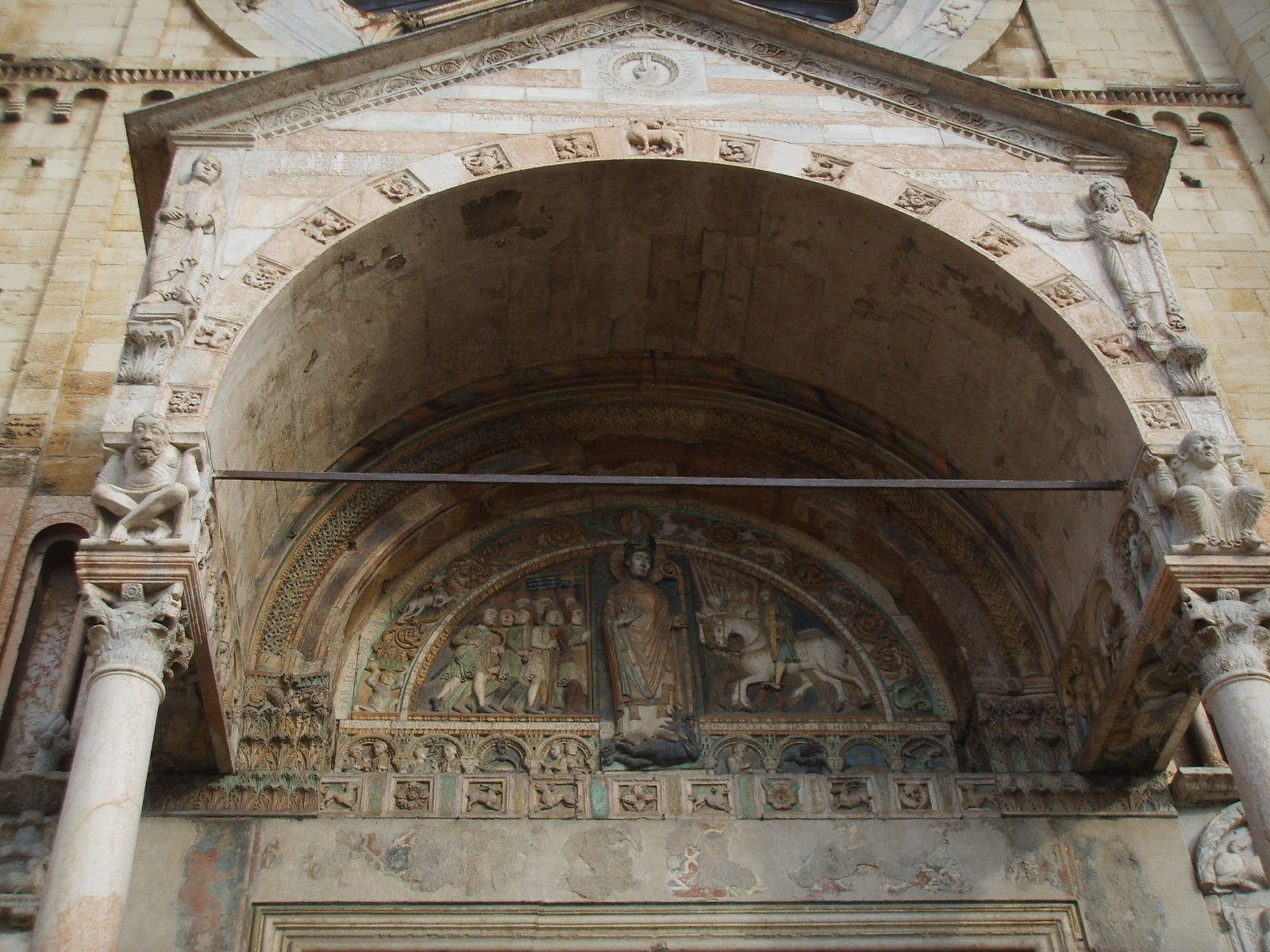
Detalle del pórtico con doselete que protege los bajorrelieves en la Puerta oeste de la basílica.

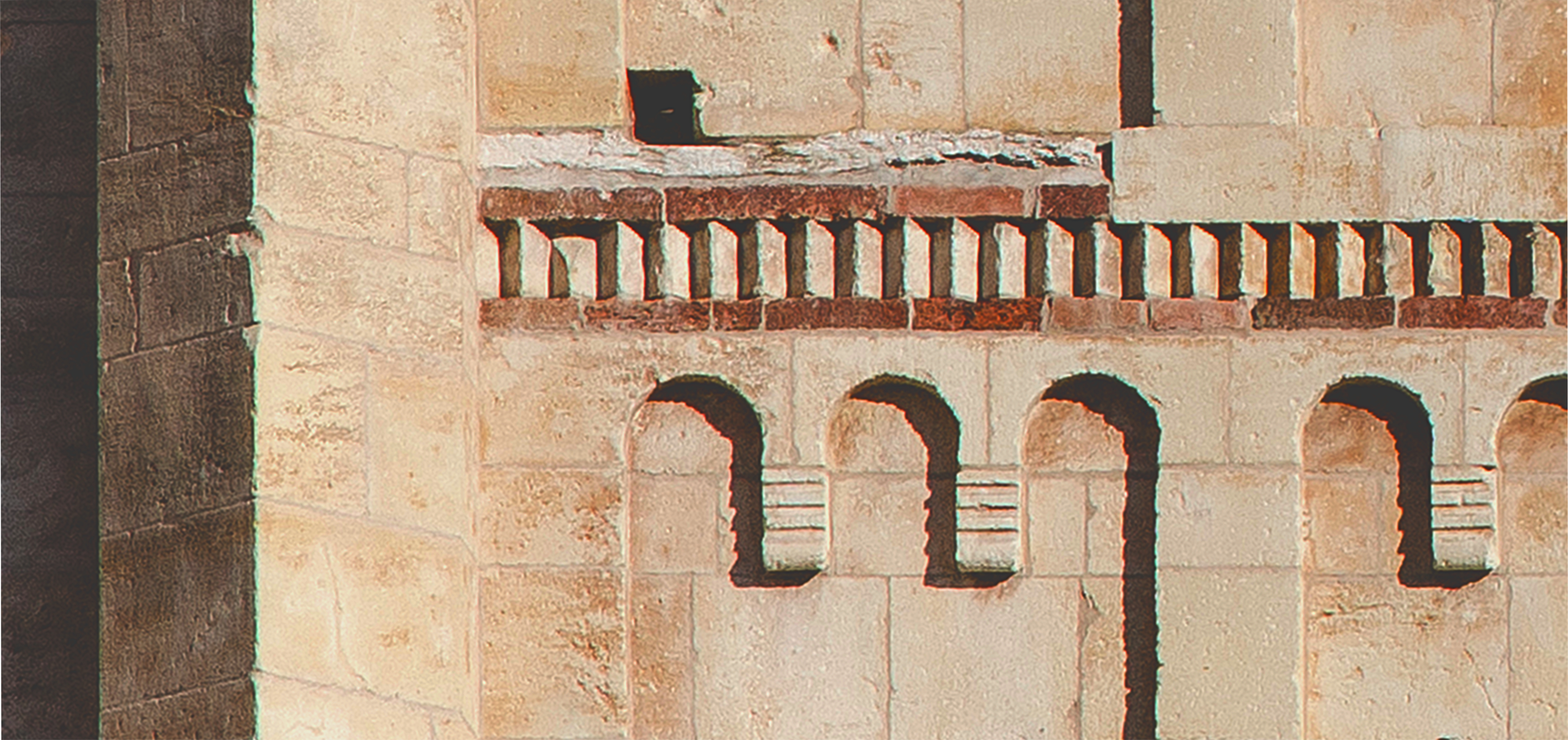
Detalle de la fachada

A lo largo de la fachada, al nivel del dintel de la puerta, corre una arcada poco profunda de arcos pareados, dividida por delgadas columnillas pareadas idénticas a aquellas que se encuentran por encima del rosetón. La arcada está hecha con mármol rosa y en el pasado debió contrastar en color con la piedra de la fachada, pero ahora difícilmente se aprecia. La fachada está aún más dividida verticalmente por pilastras poco profundas, pasando visualmente a través de las columnillas y hacia el frontón.
El frontón triangular define la nave y crea un marcado contraste con la piedra de toba del resto de la fachada de la iglesia, siendo de mármol blanco dividida por siete pilastras de mármol rosa. En 1905 se descubrieron en el frontón las trazas de un gran Juicio Final.
En el centro de la parte superior de la fachada hay un rosetón, en forma de Rueda de la fortuna, obra de un tal Brioloto, y uno de los primeros ejemplos en la arquitectura románica de semejante estructura que se convertiría en un rasgo particular de la arquitectura gótica. El borde exterior del vano está decorado por sis figuras representando los altibajos de la vida humana.

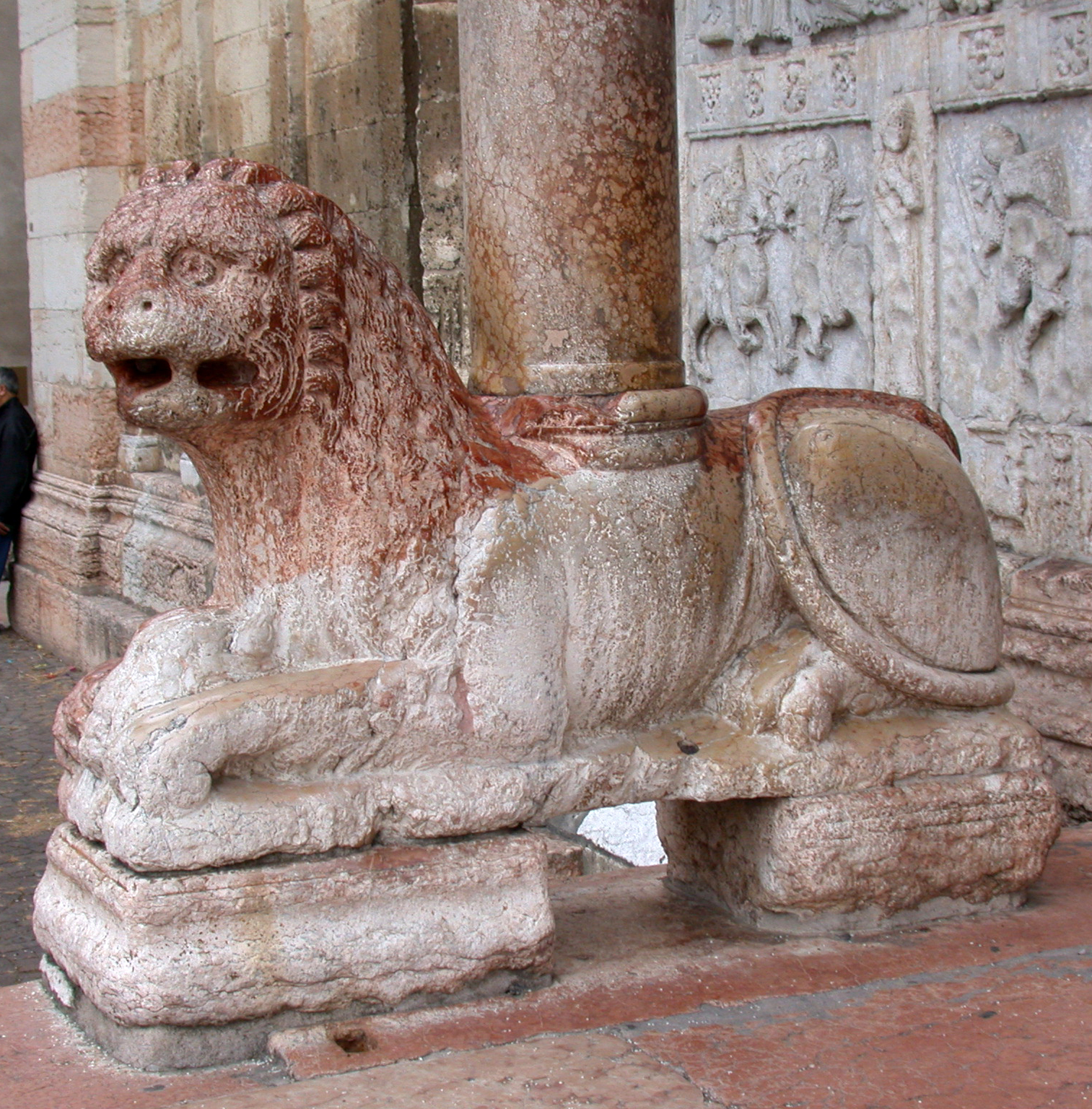
Detalle de uno de los dos leones sobre los que se asientan las columnas que sostienen el porche.

El porche es del siglo XII y tiene leones en la base de las columnas que son símbolos de la ley y la fe. Las enjutas del arco exterior tienen cada una un bajorrelieve representando a San Juan Bautista y San Juan Evangelista mientras que por encima del arco están el Cordero y la mano de Dios bendiciendo.
Sobre la puerta hay una luneta con escenas de la historia veronesa de la época, incluyendo la consagración de la comuna veronesa, San Zenón venciendo al diablo, (símbolo del poder imperial) y San Zenón entregando una bandera al pueblo de Verona. Bajo la luneta hay bajorrelieves con los Milagros de San Zenón. Las ménsulas internas y externas alrededor del arco del porche muestran el ciclo de los meses, que se relacionan con la rueda de la fortuna del rosetón superior.
El pórtico está flanqueado por 18 bajorrelieves que datan del siglo XII. Representa escenas del Nuevo y el Antiguo Testamento, junto con episodios de la vida de Teodorico: el duelo con Odoacro y el Rey cazando un ciervo, un símbolo del demonio en la leyenda de Teodorico.

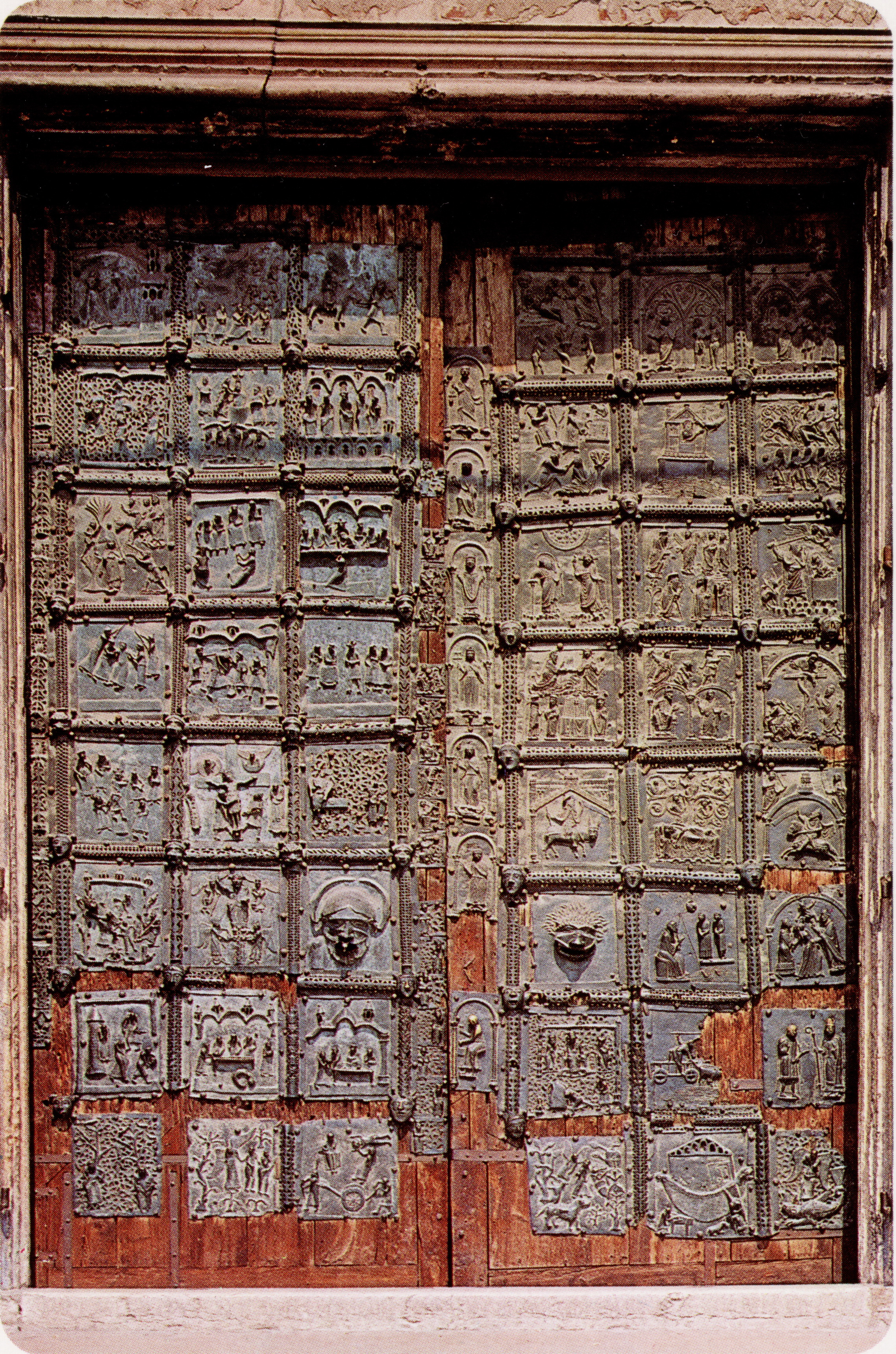
Puerta de bronce.

La puerta de bronce está decorada con 48 paneles cuadrados. No se conocen las identidades de todas las figuras reprsentadas: incluyen a San Pedro, San Pablo, San Zenón, Santa Elena, Matilde de Canossa, quien había hecho una donación a la abadía de la iglesia, y su esposo Godofredo, así como el desconocido escultor de la obra. Otros paneles muestran las tres Virtudes Teologales y, en los ocho más pequeños, temas relacionados con la música. En lo que se refiere a la datación, algunos de los paneles son obra de los maestros sajones de Hildesheim en el siglo XI, mientras que otros son de maestros veroneses (según algunos eruditos, incluyendo al propio Benedetto Antelami).

### Campanario
El campanario es un edificio separado. Tiene 72 metros de alto y se empezó en 1045, acabándose en 1173. Es de estilo románico como la iglesia, teniendo una banda vertical central de franjas alternas de toba y ladrillo. Está dividido en pisos por medio de cornisas y pequeños arcos de toba, y se alza hasta una cámara de campanas de dos plantas con ventanas con tres parteluces. Está coronado por una pequeña aguja cónica con pequeños pináculos en cada ángulo. El exterior está decorado con esculturas romanas. Las campanas más antiguas eran de 1149, aunque actualmente sólo queda una de ellas.

## Interior
El interior de la iglesia está sobre tres niveles con una cripta extensa en el nivel inferior, la iglesia en sí y el presbiterio más alto.

### Cripta
La cripta data del siglo X, y desde 921 ha albergado el cuerpo de San Zenón en un sarcófago, con la cara cubierta por una máscara de plata. La cripta tiene una nave central con ocho laterales cuyos arcos se apoyan en 49 columnas, cada una con un capitel distinto.
En los arcos de la entrada, el escultor local Adamino da San Giorgio talló decoración con animales caprichosos y monstruosos. La cripta fue restaurada en los siglos XIII y XVI. 

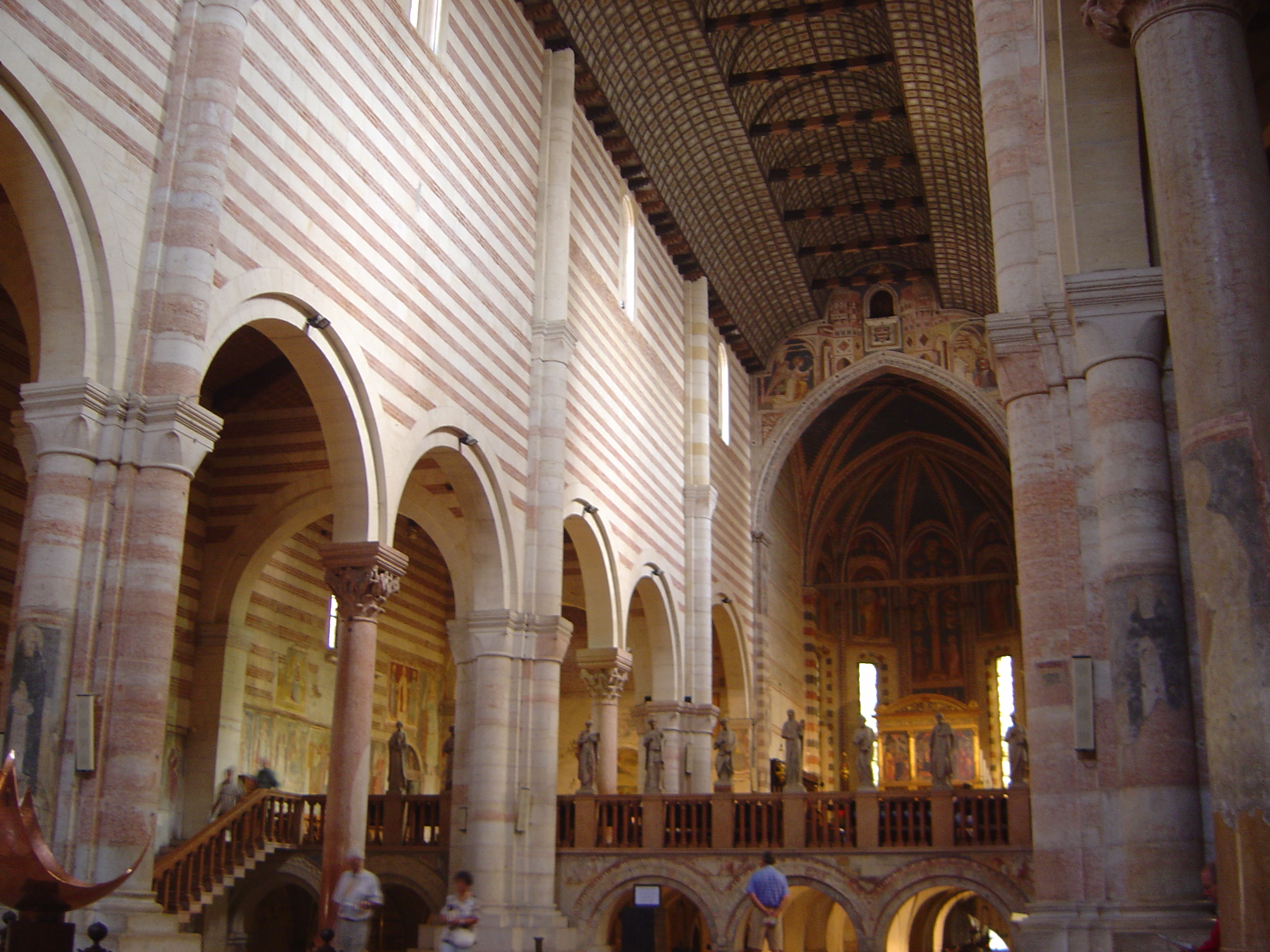
Interior de la iglesia.

### Iglesia central
La iglesia central, conocida como Chiesa plebana, es de planta de cruz latina con una nave central, dos laterales y transepto. Las naves laterales están divididas por pilastras cruciformes con capiteles alternos de motivos zoomorfos y de estilo corintio, proveniente este último de edificios romanos. Las paredes sobre la columnata son polícromas. El techo de madera con arcos trilobulados data del siglo XIV.
Entre las obras de arte de la iglesia central están un Crucifijo de Lorenzo Veneziano, una taza de pórfido tomada de una terma romana, la pila bautismal octogonal del siglo XIII, un retablo de Francesco Torbido y un fresco del siglo XIII representando a San Cristóbal.

### Presbiterio
El presbiterio se alza sobre una arcada sobre la cripta 
que por lo tanto se ve 
desde la nave central. El presbiterio es accesible mediante las escaleras de los laterales.

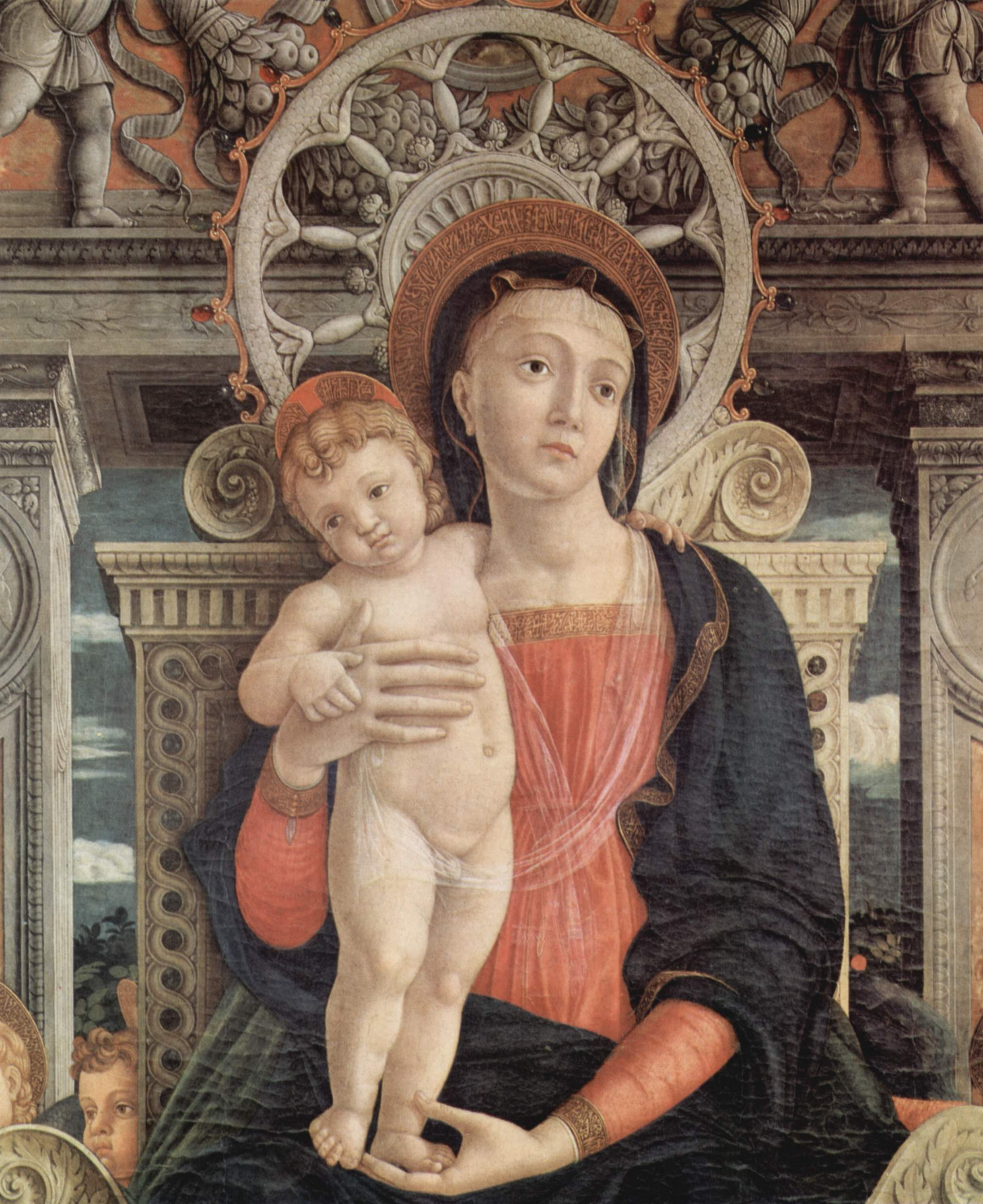
Detalle de la imagen central, Virgen con Niño del retablo obra de Andrea Mantegna, 1459, temple sobre tabla.

El altar mayor alberga el sarcófago de los Santoa Lupicino, Lucilo y Crescenciano, todos obispos veroneses. A la izquierda del ábside, sobre la entrada de la sacristía, es una escena de Crucifixión de la escuela de Altichiero, mientras que en el pequeño ábside de la izquierda hay una estatua en mármol rojo de San Zenón del siglo XII, que es la imagen más venerada de Verona.
La obra de arte más importante de la basílica es el políptico de Andrea Mantegna, conocido como el Retablo de San Zenón. Sin embargo, sólo las pinturas de la parte superior son originales, puesto que las predelas se arrancaron por los franceses en el año 1797 y nunca las devolvieron.

## Edificios adicionales

### Iglesia de San Procolo
También adjunto a la basílica está la iglesia en la que se guardan los restos de San Próculo (en italiano, San Procolo) quien fue el cuarto obispo de Verona. Data del siglo VI o VII, siendo construido en la necrópolis cristiana cruzando la Vía Gallica. Es mencionada por vez primera, sin embargo, sólo en 845. Después del terremoto del año 1117 fue totalmente reconstruido. Tiene frescos de épocas diversas, incluyendo una Última Cena y San Blas curando a los enfermos por Giorgio Anselmi. La fachada del siglo XII tiene un pequeño nártex y dos ventanas con doble parteluz. Tiene una sola nave y cripta, que es lo que queda de la estructura paleocristiana original. La cripta tiene una nave central y dos laterales.

### La abadía
Unida a la basílica hay una abadía que fue construida en el siglo IX sobre un monasterio preexistente. De la estructura original, destruida en las Guerras Napoleónicas, sólo queda una gran torre de ladrillo y los claustros. Originalmente tuvo otra torre y el palacio del abad. Durante mucho tiempo la abadía fue la residencia oficial en la ciudad de los emperadores germánicos.
En los años ochenta una restauración descubrió frescos de los siglos XII a XV.